# Акселерометр

Схема простейшего акселерометра. Груз закреплён на пружине. Демпфер подавляет колебания груза. Чем больше кажущееся ускорение, тем сильнее деформируется пружина, изменяя показания прибора

Акселеро́метр (лат. accelero — ускоряю и др.-греч. μετρέω «измеряю») — прибор, измеряющий проекцию кажущегося ускорения (разности между истинным ускорением объекта и гравитационным ускорением). Как правило, акселерометр представляет собой чувствительную массу, закреплённую в упругом подвесе. Отклонение массы от её первоначального положения при наличии кажущегося ускорения несёт информацию о величине этого ускорения.
По конструктивному исполнению акселерометры подразделяются на однокомпонентные, двухкомпонентные, трёхкомпонентные. Соответственно, они позволяют измерять проекции кажущегося ускорения на одну, две и три оси.
Некоторые акселерометры также имеют встроенные системы сбора и обработки данных. Это позволяет создавать завершённые системы для измерения ускорения и вибрации со всеми необходимыми элементами.

## Применение
Акселерометр может применяться как для измерения проекций абсолютного линейного ускорения (если известны величина и направление гравитационного ускорения в данной точке пространства), так и для косвенных измерений проекции гравитационного ускорения (при неподвижности акселерометра в гравитационном поле). Первое свойство используется для создания инерциальных навигационных систем, где полученные с помощью акселерометров измерения интегрируют, получая инерциальную скорость и координаты носителя. Таким образом, акселерометры, наравне с гироскопами, являются неотъемлемыми компонентами систем навигации и управления самолётов, ракет и других летательных аппаратов, кораблей и подводных лодок. Второе свойство позволяет использовать акселерометры как для измерения уклонов, то есть в качестве инклинометров, так и в гравиметрии.
Акселерометр в промышленной вибродиагностике является вибропреобразователем, измеряющим виброускорение в системах неразрушающего контроля и защиты.
Акселерометры используют в системах управления жестких дисков компьютеров для активации механизма защиты от повреждений (которые могут быть получены в результате ударов и падений): реагируя на внезапное изменение ускорения, система отдаёт команду на остановку головок жесткого диска, что позволяет предотвратить повреждение диска и потерю данных. Такая технология защиты используется в основном в ноутбуках, нетбуках и на внешних накопителях.
Акселерометры, встроенные в автомобильные видеорегистраторы, различают тревожные события, такие как резкое торможение, ускорение, столкновение, резкие повороты и вращение. Эти события записываются видеорегистраторами в отдельный файл, помечаются специальным маркером и защищаются от случайного стирания и перезаписи.
В устройствах управления игровых приставок акселерометр, совместно с гироскопом[уточнить], используются для управления в играх без использования кнопок — путём поворотов в пространстве, встряхиваний и т. д. Например, акселерометр присутствует в игровых контроллерах Wii Remote и PlayStation Move.
Кроме того, цифровые акселерометры нашли широкое применение в мобильных устройствах, например, телефонах, планшетных компьютерах и т. п. Благодаря акселерометрам осуществляется управление положением изображения на мониторе мобильного устройства и отслеживание его ориентации относительно направления гравитационного ускорения Земли.

## Параметры
Основными параметрами акселерометра являются:
- Масштабный коэффициент — коэффициент пропорциональности для линейной зависимости между измеряемым кажущимся ускорением и выходным сигналом (электрическим сигналом, частотой колебаний (для струнного акселерометра) или цифровым кодом).
- Рабочий диапазон частот.
- Пороговая чувствительность (разрешение) — величина минимального изменения кажущегося ускорения, которое способен определить прибор.
- Смещение нуля — разность между показаниями прибора и проекцией гравитационного ускорения на ось чувствительности при нулевом кажущемся ускорении.
- Случайное блуждание — среднеквадратичное отклонение от смещения нуля.
- Нелинейность — отклонение зависимости между выходным сигналом и кажущимся ускорением от линейной при изменении кажущегося ускорения.

## Погрешности
На величину выходного сигнала акселерометра в основном влияют:
- температура окружающей среды и места крепления акселерометра (температурные погрешности);
- внешние магнитные поля (погрешности от магнитного поля);
- вибрация и угловые колебания основания (вибрационные погрешности);
- частотные характеристики акселерометра (частотные погрешности);
- гистерезис показаний (одна из составляющих нелинейности).